# Rowton Houses

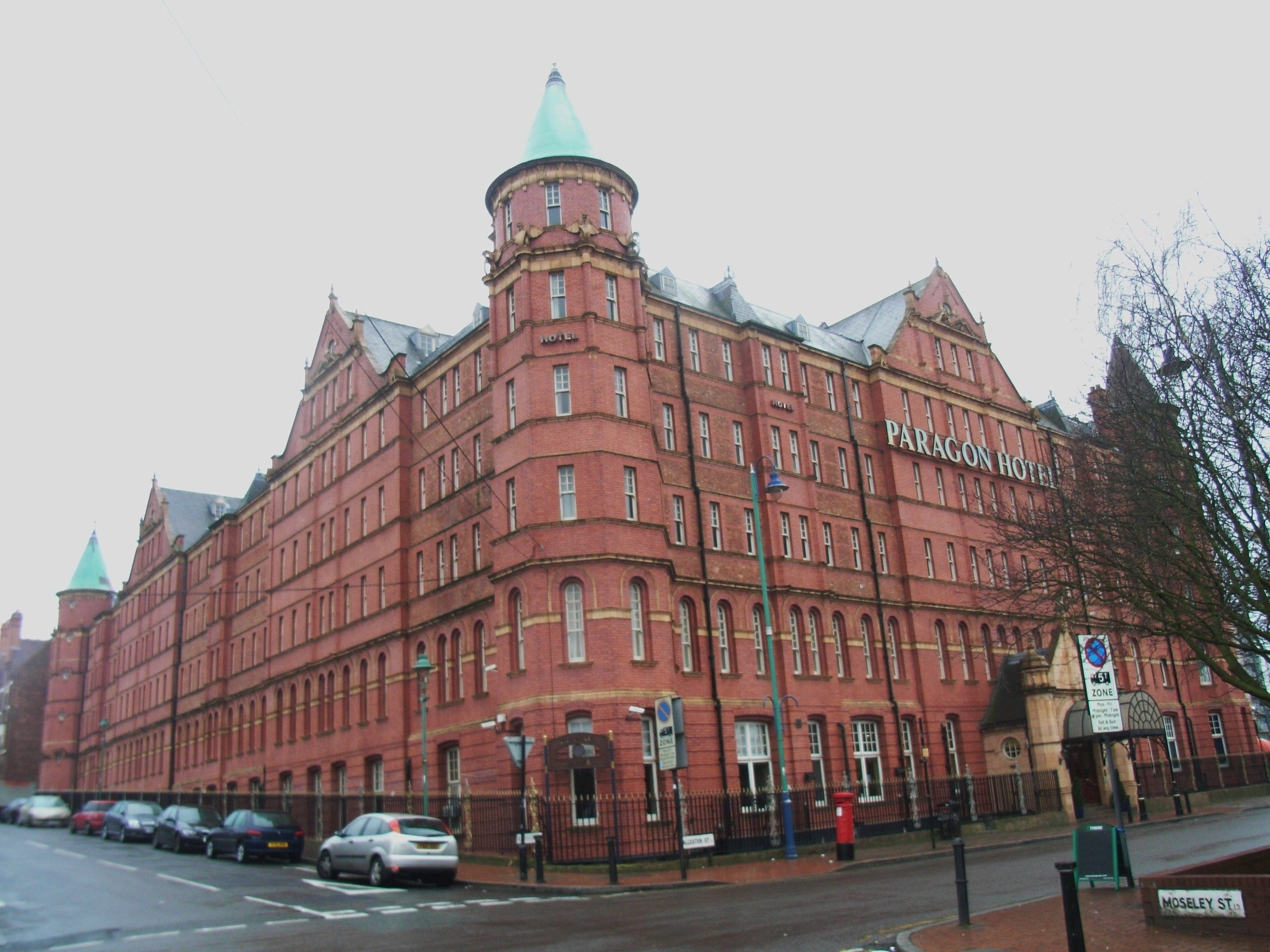
Hôtel Paragon, Birmingham. Une Rowton House de 1902

Les Rowton Houses étaient une chaîne de pensions pour travailleurs célibataires, construites à Londres par le philanthrope victorien Lord Rowton. Elles visaient à fournir un logement décent aux travailleurs célibataires, pour qui aucune forme de logement social n'était prévu, au lieu des pensions sordides de l'époque.
George Orwell, dans son livre Dans la dèche à Paris et à Londres (Down and Out in Paris and London), écrit à propos des pensions que "les meilleurs sont les Rowton Houses, le prix est d'un shilling, pour lequel on dispose d'un compartiment privatif et de l'usage d'excellentes salles de bains. On peut aussi payer une demi-couronne pour une spéciale, qui est pratiquement une chambre d'hôtel. Les Rowton Houses sont des bâtiments splendides, la seule critique est la discipline très stricte, avec des interdictions de cuisiner, de jouer aux cartes, etc."

## Liste des Rowton Houses
- Vauxhall, 1892
- Kings Cross, 1894
- Parkview House à Newington, 1897
- Hammersmith, 1897, qui fut plus tard démolie
- Tower House à Whitechapel, 1902. Le bâtiment a été reconverti en hôtel de luxe. Joseph Staline y séjourna en 1907[2].
- Arlington House à Camden Town, 1905[3], la dernière et la plus grande, la seule à avoir conservé sa fonction originale.

L'architecte de la majeure partie des maisons était Harry Bell Measures, qui avait conçu les stations de la Central Line du métro londonien en 1900 et était connu en tant que concepteur de plusieurs casernes militaire.
Il y eut également une Rowton Houses à Highgate à Birmingham qui ouvrit le 29 juin 1903. Elle fut construite par Birmingham Rowton Houses Ltd, d'après les plans et sous la supervision de Measures.

## En France
De tels hôtels populaires pour hommes n'ont existé en France qu'à partir de 1910 (94, rue de Charonne, Paris 11e) .